# باتريك نيف
باتريك نيف مواليد 13 أكتوبر 1949 في لييج، كان سائق فورملا 1 بلجيكي سابق بدأ مسيرته الاحترافية سنة 1976. كان أول سباق له هو جائزة بلجيكا الكبرى 1976. خاض خلال مسيرته 14 سباقاً.

## سباقات شارك فيها
- لو مان 24 ساعة
- بطولة العالم للسيارات الرياضية